# Satna
Satna (en hindi: सतना ) es una localidad de la India, centro administrativo del distrito de Satna en el estado de Madhya Pradesh.

## Geografía
Se encuentra a una altitud de 526 m s. n. m. a 450 km de la capital estatal, Bhopal, en la zona horaria UTC +5:30.

## Demografía
Según estimación 2010 contaba con una población de 302 087 habitantes.